# Cystidia nigripars
Cystidia nigripars là một loài bướm đêm trong họ Geometridae.